# Burberry
A Burberry 1856 óta létező brit ruházati márka. 

## A márka története
Thomas Burberry textilkereskedőként kezdte pályafutását, majd első saját üzletét 21 évesen alapította meg Basingstoke-ban a Winchester Streeten 1856-ban. 1891-ben a társaság átköltözött Londonba a Haymarket 30 alá. A kezdeti időkben a funkcionalitás volt a cég legfontosabb szempontja. Több felfedező viselte a ruháit, köztük Frederick George Jackson 1897-ben, vagy Roald Amundsen 1911-ben és Ernest Shackleton 1914-ben. Vízállóvá tett Burberry gabardin ruhát viselt Claude Grahame-White repülőúttörő. 1910-ben Robert Falcon Scott Burberry gabardin sátrakat használt déli-sarki expedíciója során. A brit hadsereg is használta gabardin tiszti nagykabátjait.
Első párizsi áruházát 1909-ben nyitotta meg az Boulevard Malesherbes 8 alatt. 1913-ban londoni áruháza is nagyobb épületbe költözött a Haymarket 18-21 alá. Ezt az épületet Walter Cave építész tervezte 1911-ben. Az első világháború végétől a gabardin síruhák és motorosruhák is a választékba kerültek, de továbbra is gyártottak repülősruhákat is. Az 1930-as évektől nők számára is kínáltak gabardin kosztümöket és sportruhákat.

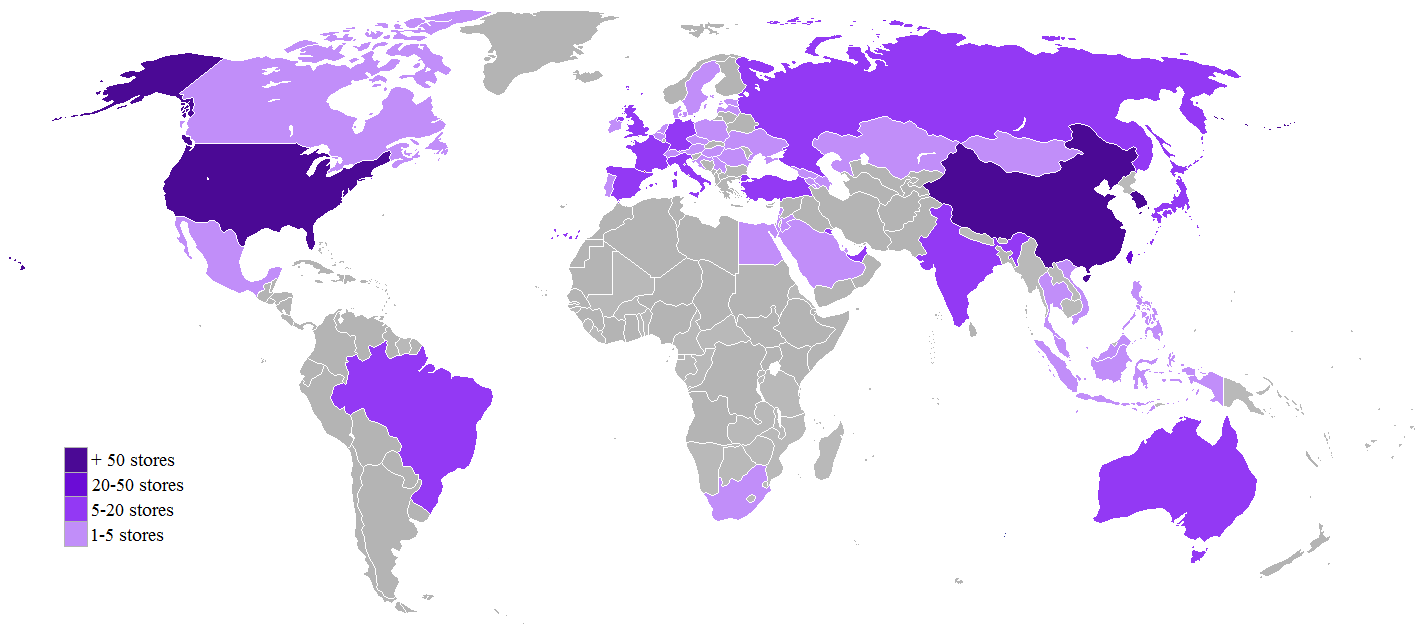
Burberry boltok a világban napjainkban

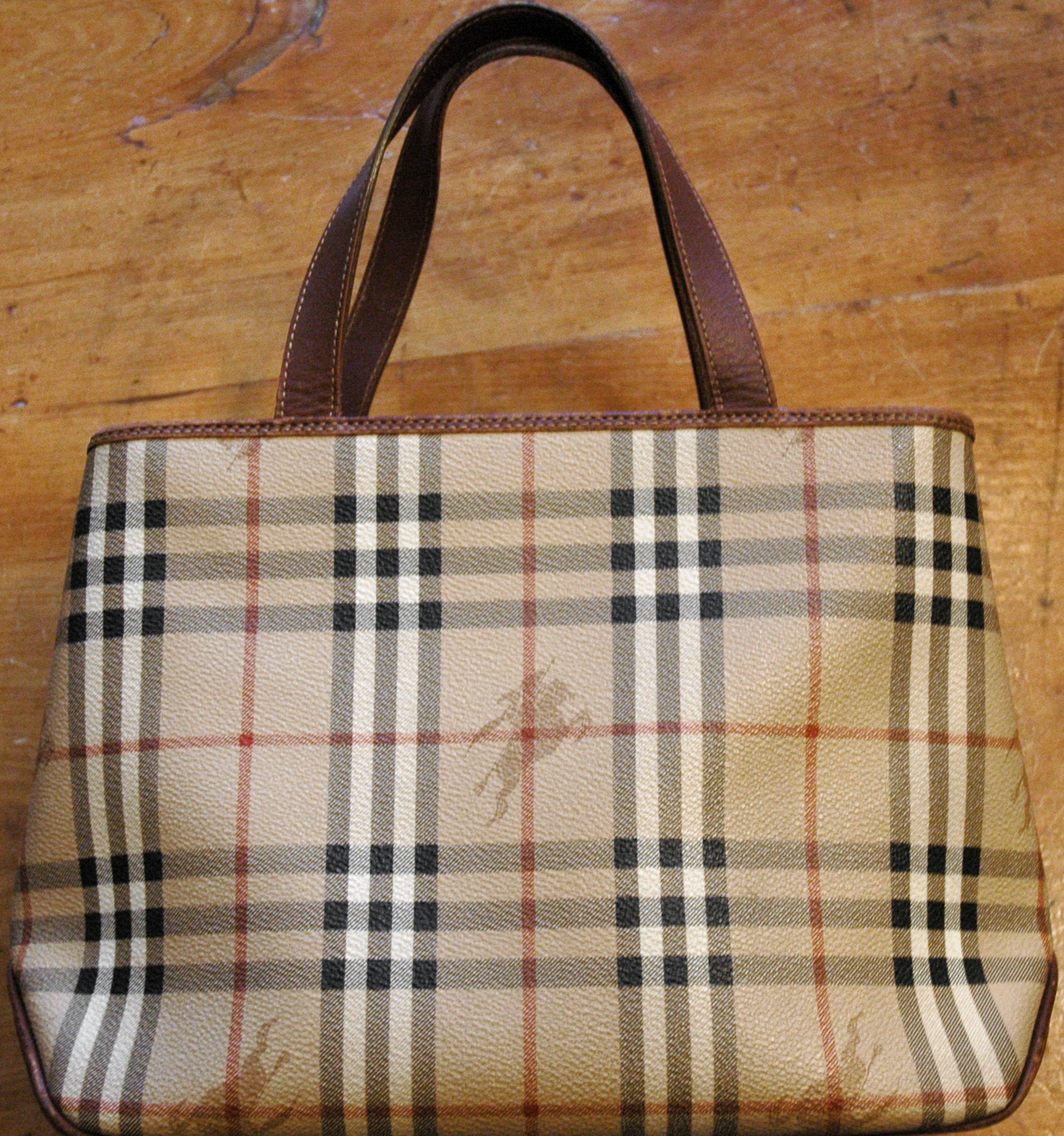
Burberry táska a jellegzetes mintával

1924-ben jelent meg, először bélésmintaként a későbbi jellegzetes kockás motívum, amit az 1930-as években már külső mintaként is használtak, az 1960-as évektől pedig egészen széles körűvé vált a használata. Az 1970-es éveket megszenvedte a márka, mivel a futballhuligánok előszeretettel viselték termékeit. Egy sorozatszínész esete után – akit lefényképeztek, miközben Burberry ruhában az ugyancsak Burberrybe öltöztetett kislányát egy Burberry-gyerekkocsiból emeli ki – pedig nemzetközi viccelődés tárgyává vált és sok arisztokrata vevője elfordult tőle.
A mai napig legjellegzetesebb termékei a női és férfi gyapjú és gyapot viharkabátok, őszi- és télikabátok.